# Kuźnica Trzcińska
Kuźnica Trzcińska is een plaats in het Poolse district  Kępiński, woiwodschap Groot-Polen. De plaats maakt deel uit van de gemeente Trzcinica en telt 226 inwoners.